# Richard Pfeiffer
Richard Fiedrich Johannes Pfeiffer (Zduny, 1858 – Bad Landeck, 1945) è stato un biologo tedesco.

## Biografia
Docente all'università di Königsberg dal 1909 e all'università di Breslavia dal 1925, descrisse per primo il bacillo haemophilus influentiae.
Tale bacillo non ha nulla a che fare con l'influenza, ma inizialmente vi fu associato da Pfeiffer.